# Musée national de Majdanek
Pour les articles homonymes, voir Majdanek.
Le musée national de Majdanek (polonais : Państwowe Muzeum na Majdanku) est un musée commémoratif et un centre d'éducation fondé à l'automne 1944 sur le terrain de l'ancien camp d'extermination nazi de Majdanek situé à Lublin, en Pologne. Ce fut le premier musée du genre au monde, entièrement consacré à la mémoire des atrocités commises dans le réseau des camps de travail forcé pendant la Seconde Guerre mondiale. Le musée raconte notamment des recherches scientifiques sur la Shoah en Pologne et abrite une collection permanente d'artefacts rares, de photographies d'archives et de témoignages.

## Le musée

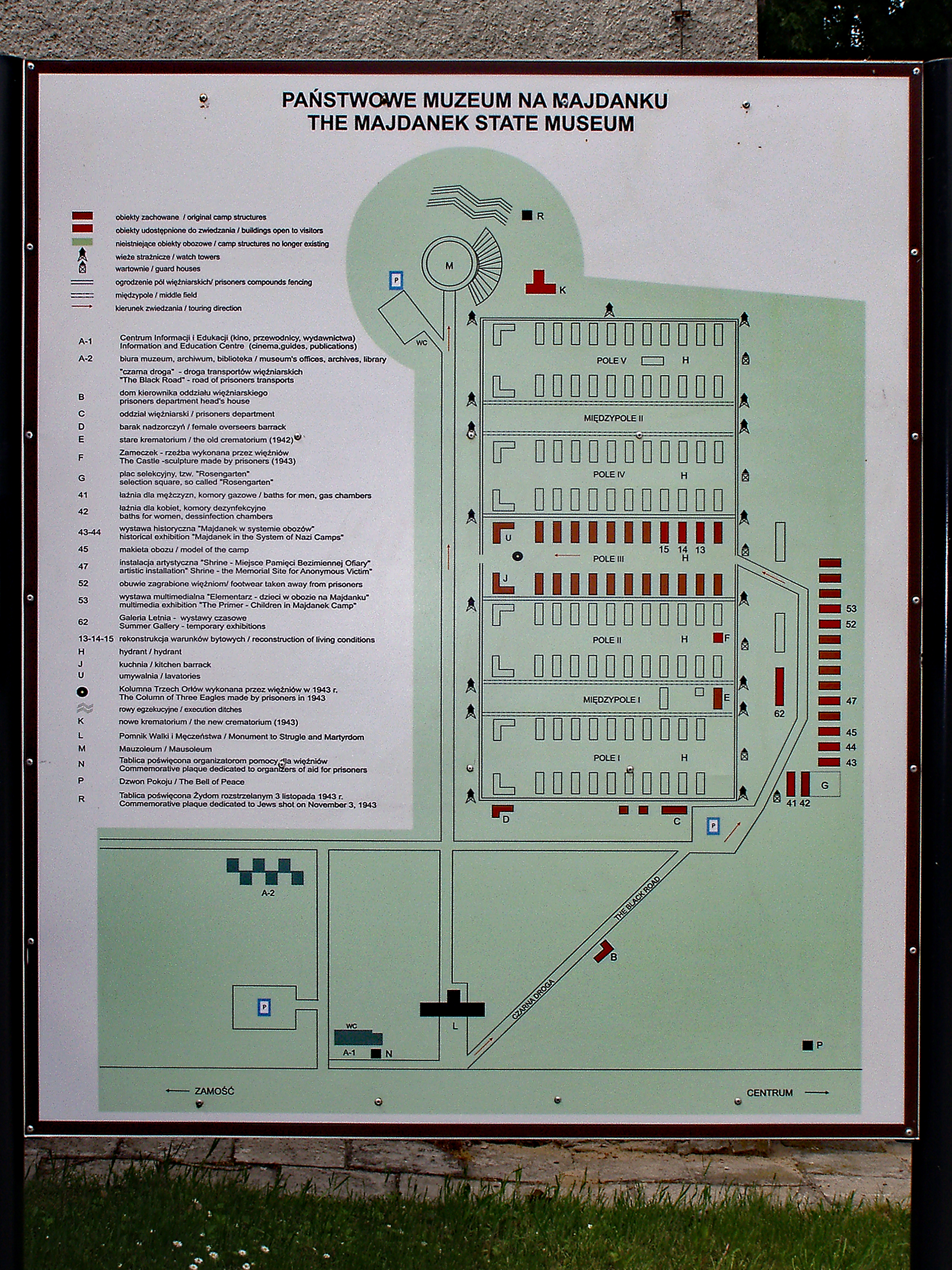
L'affichage du centre d'information du musée de Majdanek.

Après la libération du camp par l'armée rouge le 23 juillet 1944, le site a été officiellement protégé. Il a été conservé en tant que musée à l'automne 1944, alors que la guerre était toujours en cours, avec des chambres à gaz et des crématoires en grande partie intacts. Le camp est devenu un monument d'État de la martyrologie par le décret de 1947 du Parlement polonais (Sejm). La même année, quelque 1 300 m3 de sol superficiel mélangé à des cendres humaines et des fragments d'os ont été collectés et disposés en un grand monticule (transformé depuis en mausolée). En comparaison, le camp de concentration d'Auschwitz libéré six mois plus tard, le 27 janvier 1945, a été déclaré monument national pour la première fois en avril 1946, mais remis à la Pologne par l'Armée rouge seulement en 1947. L'acte du Parlement polonais du 2 juillet 1947 les déclara tous les deux monuments d'État de la martyrologie en même temps (Dz.U. 1947 nr 52 poz. 264/265). Majdanek a reçu le statut de musée national de Pologne en 1965.
Les Allemands en retraite n'ont pas eu le temps de détruire l'installation. Au cours de ses 34 mois de fonctionnement, plus de 79 000 personnes ont été assassinées dans le seul camp principal de Majdanek (dont 59 000 Juifs polonais) et entre 95 000 et 130 000 personnes dans l'ensemble du système de sous-camps de Majdanek. Quelque 18 000 Juifs ont été tués à Majdanek le 3 novembre 1943, lors du plus grand massacre par balles dans un camp nazi, appelé Aktion Erntefest (43 000 au total avec 2 sous-camps).
En 1969, à l'occasion du 25e anniversaire de la libération de Majdanek, un monument incroyablement émouvant dédié aux victimes de l'Holocauste a été érigé sur le terrain de l'ancien camp d'extermination nazi. Il a été conçu par un sculpteur et architecte polonais Wiktor Tołkin, qui a également conçu la pierre tombale symbolique de Stutthof. Le monument se compose de trois parties, le pylône symbolique (porte, 11 mètres de haut et 35 mètres de large), la route et le mausolée, contenant un monticule de cendres des victimes. Le Musée est également en possession des archives laissées par les SS après une tentative infructueuse de leur destruction par l' Obersturmführer Anton Thernes (en), jugé lors des procès de Majdanek.

## Histoire récente
En 2003, un nouvel obélisque a été érigé à Majdanek à la mémoire des victimes juives de l'Aktion Erntefest. En 2004, une nouvelle branche du Musée d'État de Majdanek a été inaugurée au camp d'extermination de Belzec à proximité. Belzec a été créé pour mettre en œuvre l'opération Reinhard pendant la Shoah. Enfin, en 2005, des travaux archéologiques supplémentaires ont été menés, entraînant la découverte de nouveaux objets sur le site du camp, enterrés par des prisonniers juifs en 1943.
Le 2 septembre 2009, le musée Majdanek a reçu la médaille d'or Gloria Artis pour ses contributions exceptionnelles à la culture polonaise par le secrétaire d'État adjoint Tomasz Merta. Deux autres récipiendaires comprenaient le Musée de Stutthof et le Musée d'Auschwitz-Birkenau. Un incendie massif s'est déclaré dans l'une des casernes de Majdanek dans la nuit du 9 au 10 août 2010. Quelque 7 000 paires de chaussures de prisonniers ont été détruites a indiqué l'administration du musée. La cause de l'incendie est inconnue. Le musée déclare qu'il n'est pas conseillé d'amener des enfants de moins de 13 ans à Majdanek, car il est également interdit de s'y comporter bruyamment. Depuis le 1er mai 2012, le musée est également la principale branche du musée de Sobibór à proximité.